# Blockbuster (entretenimento)

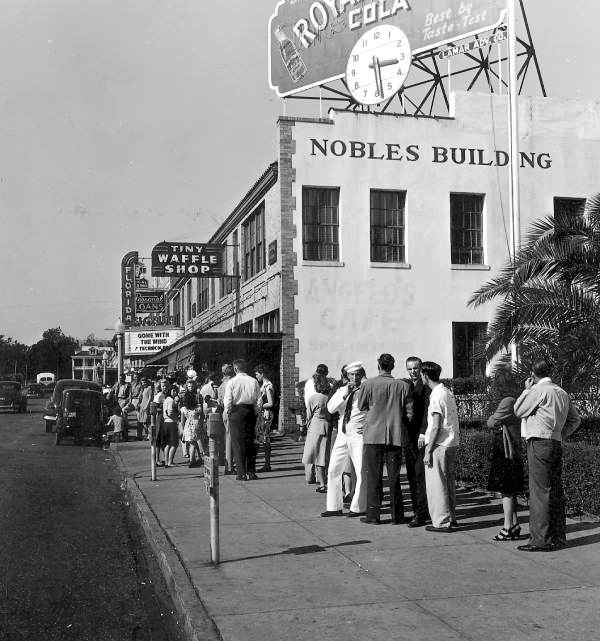
Fila para Gone with the Wind em Pensacola, Florida (1947)

Um blockbuster, por vezes arrasa-quarteirão, é uma obra de entretenimento — normalmente um longa-metragem — considerada muito popular e bem-sucedida financeiramente. O termo também passou a se referir a qualquer produção de grande orçamento destinado ao status de "blockbuster", voltadas para mercados de massa com merchandising associado, às vezes em uma escala que significava que a fortuna de um estúdio ou distribuidor pudesse depender disso. O maior blockbuster da história foi Vingadores - Ultimato, com um faturamento de bilheteria superior a 2,7 bilhões de dólares.

## Etimologia
O termo começou a aparecer na imprensa americana no início dos anos 40, referindo-se a bombas aéreas capazes de destruir todo um bloco de edifícios. Seu primeiro uso conhecido em referência a filmes foi em maio de 1943, quando anúncios na Variety e Motion Picture Herald descreveram o filme da RKO, Bombardier, como "o block-buster de todos os shows de ação e emoção!"[carece de fontes?] Outro anúncio comercial em 1944 se vangloriava de que o documentário de guerra, With the Marines at Tarawa, "atinge o coração como um blockbuster de duas toneladas".[carece de fontes?]
Várias teorias foram apresentadas para a origem do termo em um contexto cinematográfico. Uma explicação diz respeito à prática de "reserva em bloco", na qual um estúdio venderia um pacote de filmes para os cinemas, em vez de permitir que eles selecionassem quais filmes eles queriam exibir. No entanto, essa prática foi proibida em 1948 antes que o termo se tornasse comum; embora as obras de alto orçamento anteriores a 1948 possam ser retrospectivamente rotuladas de "blockbusters", não era assim que elas eram conhecidas na época. Outra explicação é que as publicações comerciais costumavam anunciar a popularidade de um filme, incluindo ilustrações mostrando longas filas que se estendiam pelo quarteirão, mas, na realidade, o termo nunca foi usado dessa maneira. O termo foi cunhado pela primeira vez por publicitários que se baseavam na familiaridade dos leitores com as bombas de blockbuster, traçando uma analogia com o enorme impacto da bomba. A imprensa especializada posteriormente se apropriou do termo como abreviação para o potencial comercial de um filme. Ao longo de 1943 e 1944, o termo foi aplicado a filmes como Bataan, No Time for Love e Brasil.
O termo caiu em desuso após a Segunda Guerra Mundial, mas foi revivido em 1948 pela Variety em um artigo sobre grandes filmes econômicos. No início da década de 1950, o termo havia se padronizado na indústria cinematográfica e na imprensa especializada para denotar um filme que era grande em espetáculo, escala e custo, que passaria a atingir uma bilheteria alta. Em dezembro de 1950, o Daily Mirror previu que Sansão e Dalila seriam "um block buster nas bilheterias" e, em novembro de 1951, a Variety descreveu Quo Vadis como "uma bilheteria blockbuster [...] juntamente com o O Nascimento de Uma Nação e ... E o Vento Levou em desempenho de bilheteria [...] um super espetáculo em todo o seu significado".